# Martakertska provinca
Martakertska provinca (armensko Մարտակերտի շրջան, latinizirano: Martakerti shrjan) je bila de facto provinca Republike Arcah, ko je bila de iure del Republike Azerbajdžan. Prebivalstvo je bilo večinoma armensko. Provinca je imela 43 skupnosti, od katerih je bila ena mestna in 42 podeželskih. Provinca je od 23. septembra 2023 pod oblastjo Azerbajdžana. 
Po prvi vojni v Gorskem Karabahu je okrožje prišlo pod nadzor samooklicane države. Po vojni v Gorskem Karabahu leta 2020 je Azerbajdžan ponovno zavzel dele province in po ofenzivi septembra 2023 pridobil popoln nadzor nad regijo. 

## Kulturne znamenitosti
V provinci so samostan Gandzasar, samostan apostola Jegišeja in Samostan treh otrok iz 17. stoletja. Tik pred mestom Martakert je samostan Vankasar. V provinci je tudi arheološko najdišče Tigranakert, za katerega velja, da gre za naselje, ustanovljeno v 2. do 1. stoletju pred našim štetjem. Izkopavanja potekajo od leta 2005. Do zdaj so odkrili nekaj mestnega obzidja s stolpi v helenističnem slogu in armenske bazilike iz 5. do 7. stoletja. 
- Martakert
- Vodno zajetje Sarsang v Martakertu, Gorski Karabah